# Biopiratería
La biopiratería es la apropiación indebida de los recursos genéticos de países en desarrollo y los conocimientos tradicionales de pueblos indígenas o campesinos, usualmente a través del sistema de patentes, para realizar productos y servicios que se explotan comercial o industrialmente, sin tener autorización y sin otorgar compensación a las comunidades y personas de donde son originarios dichos recursos o conocimientos.
Se considera biopiratería a la explotación, manipulación, exportación y comercialización internacional de recursos biológicos que contrarían las normas del Convenio sobre la Diversidad Biológica de 1992 y principalmente el Protocolo de Nagoya (adoptado el 29 de octubre de 2010 en la ciudad japonesa de Nagoya y que entró en vigor el 12 de octubre de 2014) sobre el acceso a los recursos genéticos y la distribución justa y equitativa de los beneficios derivados de su utilización del Convenio sobre la Diversidad Biológica. 
Es un tipo de piratería moderna, no sólo el contrabando de diversas formas de vida de la flora y fauna, sino, también, la apropiación y monopolización de los conocimientos de las poblaciones tradicionales en lo que se refiere al uso de los recursos naturales. Esta situación no es nueva en la Amazonia ni en otras zonas ricas en biodiversidad del planeta, especialmente en las áreas tropicales.
La biopiratería se considera una actividad potencialmente delictiva, ya que podría perjudicar a la biodiversidad, al sustraer especies de fauna y flora de sus hábitats característicos. En cualquier caso, los conocimientos de un grupo de individuos acumulados por años son un bien colectivo, y no simplemente una mercancía que se pueda comercializar como cualquier otro objeto de mercado. Asimismo, la Organización de las Naciones Unidas para la Educación, la Ciencia y la Cultura (UNESCO) menciona en el contexto del patrimonio cultural inmaterial (PCI), que las tradiciones y los conocimientos medicinales de los Kallawaya, en Perú, han sido afectados por la falta de protección jurídica frente a las empresas farmacéuticas
Sin embargo, en los últimos años, a través del avance de la biotecnología, de la facilidad de registros de marcas y patentes en el ámbito internacional, así como de los acuerdos internacionales sobre propiedad intelectual, las posibilidades de tal explotación se han multiplicado. Actualmente diversas investigaciones se han desarrollado sobre el tema, como es el caso de las investigaciones realizadas utilizando los métodos digitales sobre la biopiratería de las medicinas tradicionales  que muestran el contexto actual de la problemática desarrollando una descripción y un análisis de datos, visualizando y cartografiando los diferentes actores en las redes sociales.

## Regulación internacional

### Tratado de la OMPI sobre recursos genéticos
Tras varias décadas de trabajo del Comité Intergubernamental sobre Propiedad Intelectual y Recursos Genéticos, Conocimientos Tradicionales y Folclore para la creación de un tratado internacional de protección de la propiedad intelectual de los recursos genéticos y los conocimientos tradicionales, el 24 de mayo de 2024 se adoptó un nuevo tratado denominado Tratado de la OMPI sobre Propiedad Intelectual, Recursos Genéticos y Conocimientos Tradicionales Asociados, el cual, con el fin de reducir el fenómeno de la biopiratería, que establece que los países miembros del tratado establecer un requisito de divulgación en las solicitudes de patente presentadas en sus oficinas de patentes cuando las invenciones se basen en recursos genéticos o conocimientos tradicionales.
El tratado entrará en vigor tres meses después de su ratificación por 15 países o bien tras la adhesión del mismo número de estados.

## Ejemplos
- ICBG-Maya. Proyecto en Chiapas, México.
- Ayahuasca. Bebida alucinógena cuyo principio activo fue patentado.